# Маккомбс, Райан
Ра́йан Макко́мбс (англ. Ryan McCombs; 16 июля 1974, Манси, Индиана) — американский вокалист. С 1997 по 2004 года был вокалистом в группе SOiL, с 2005 по 2011 год был вокалистом группы Drowning Pool. С 2011 вернулся в группу SOiL.

## Биография

### Личная жизнь
Отец Райана работал техническим специалистом, мать — воспитательницей в детском саду. Также Райан у него есть старший брат, который, по словам Райана, и наставил его на музыкальный путь. Райан разведён и у него трое детей.

### SOiL
Райан присоединился к группе SOiL в 1997 году. Группа выпустила три альбома и один EP: El Chupacabra (EP), Throttle Junkies, Scars и Redefine. С помощью таких тяжёлых песен, как «Halo» и «Unreal», группа завоевала популярность в 2001 году. Однако их деятельность была затруднена в связи с тем, что от них отказался лейбл J Records. Во время гастролей в 2004 году, Райан Маккомбс неожиданно решил уйти из группы, что послужило причиной отмены многих концертов.

### Drowning Pool
Перерыв в творческой карьере Райана продлился один год. Его семья, в первую очередь жена, были уверены, что Райан должен продолжать петь, но когда он решил вернуться, в группе SOiL уже был вокалист. В это время группу Drowning Pool покинул их вокалист Джейсон Джонс, и группа стала искать нового вокалиста. Впервые Райана, как вокалиста, группа представила на Оззфесте в Далласе, 25 августа 2005 года.
Первая песня, записанная с Райаном Маккомбсом в качестве вокалиста, является песня «Rise Up 2006», входящая в альбом «WWE Wreckless Intent» и являющаяся главной темой шоу SmackDown! в 2008 году. Второй песней с его участием является песня «No More», входящая в саундтрек к фильму Пила 3. С Райаном, Drowning Pool записали свой третий альбом, Full Circle, выпущенный 7 августа 2007 года. Сингл из этого альбома, «37 Stitches», заслужил такую же популярность, как когда-то их первый сингл «Bodies». В сентябре 2011 Райан и Drowning Pool объявили о том, что прекращают совместную работу. Также Райанн сообщил, что снова будет частью Soil.

## Дискография

### SOiL
- El Chupacabra (EP, 1998)
- Throttle Junkies (1999)
- Scars (2001)
- Redefine (2004)
- Whole (2013)

### Drowning Pool
- Full Circle (2007)
- Loudest Common Denominator (2009)
- Drowning Pool (2010)